# Страховая защита
Страховая защита – часто употребляемый в литературе и нормативных актах, посвященных страхованию и страховому праву, термин, обозначающий  потенциальную готовность страховщика, которая обеспечена юридическим обязательством последнего, предоставить страхователю, выгодоприобретателю или застрахованному лицу при наступлении страхового случая материальное обеспечение в форме страховых и иных предусмотренных страхованием выплат 
.
Категория страховой защиты использована при определении страхования, как «отношений по защите имущественных интересов физических и юридических лиц при наступлении определенных событий (страховых случаев)».
Таким образом, страховая защита выражает важнейшую функцию страхования, которая состоит в защите от рисков. Страховая защита есть  выражение  цели и сущности страхования.
Страховая защита вступает в силу и действует  в рамках конкретных страховых правоотношений. Суть этих отношений состоит в том, что страховщик за определенную плату (страховую премию) берёт на себя  обязательство произвести страхователю (застрахованному лицу, выгодоприобретателю) страховые и иные предусмотренные договором или страховым законодательством выплаты при наступлении страхового случая.
Страховая защита представлена двояким образом:
- в денежной компенсации ущерба, страховой выплате, которая может быть, а  может и не быть;
- в наличии готовности, подкреплённой юридически значимым обязательством страховщика произвести такую выплату при наступлении страхового случая.

Обеспечение страховой защиты неразрывно связано с формированием страхового фонда.
Страховая защита придаёт застрахованному лицу чувство защищённости и уверенности в своем будущем, то есть страховая защита имеет не только материальный, но и юридический и психологические аспекты. При этом если страховой случай не произойдет, страховая защита будет представлена лишь своими юридическим и психологическим аспектами.